# Agri Open 2013
L'Agri Open 2013 è stato un torneo di tennis facente parte della categoria ITF Women's Circuit nell'ambito dell'ITF Women's Circuit 2013. Il torneo si è giocato a Ağrı in Turchia dal 3 al 10 giugno 2013 su campi in sintetico e aveva un montepremi di $25,000.

## Vincitrici

### Singolare
Ilona Kramen' ha battuto in finale  Ana Veselinović con il punteggio di 6–4, 6–4

### Doppio
Melis Sezer /  Jasmina Tinjić hanno battuto in finale  Çağla Büyükakçay /  Pemra Özgen con il punteggio di 6–4, 3–6, [10–8]